# Sant Andreu de València d'Àneu
Sant Andreu de València d'Àneu és l'església parroquial romànica del poble de València d'Àneu, al terme municipal d'Alt Àneu, a la comarca del Pallars Sobirà. Pertanyia a l'antic terme del mateix nom del poble.
Per l'estil arquitectural es considera que dat del segle xii, com que no se'n té cap documentació d'època medieval.

## L'edifici
És un edifici d'una sola nau amb un absis semicircular, coberta amb voltes d'aresta, amb capelles adossades als costats nord i sud, un campanar de torre de tipologia pallaresa a l'angle sud-est, i la porta a l'extrem sud-oest, aixoplugada per un porxo. Fet de carreus de pedra granítica sense polir, disposats amb gran ordre i correcció. És un edifici concebut amb un ple domini de les fórmules expressives i constructives del segle xii, o ja del segle xiii, estretament emparentada amb l'església de Sant Llorenç d'Isavarre i el moviment artístic, molt ornamental, que es fa palès en les reformes de les esglésies d'Isil.

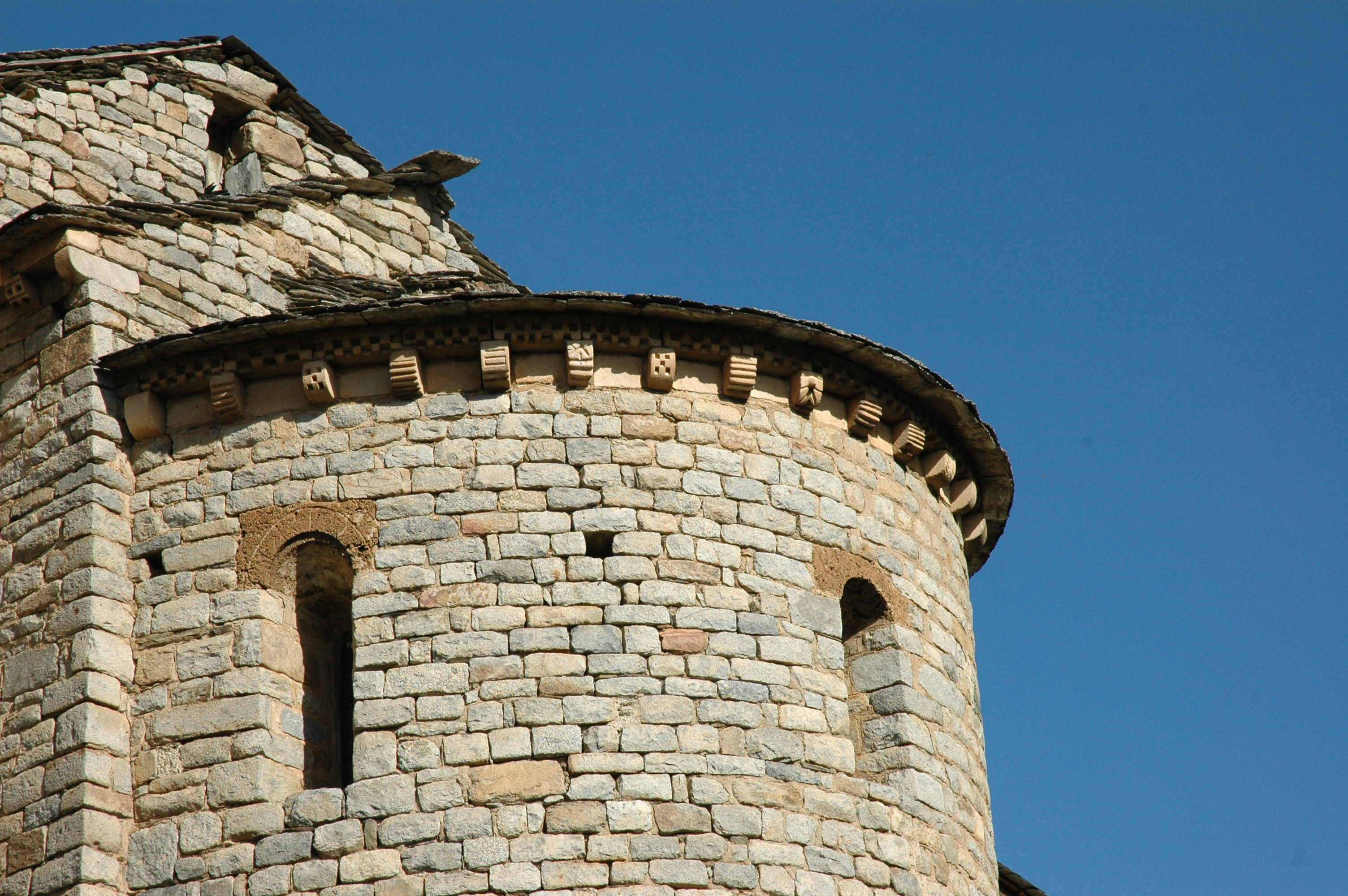
Detall de l'absis amb mènsules decorades

A l'absis de l'església i per sota de la coberta hi ha una cornisa decorada amb un escacat. Una part de les mènsules de l'absis (unes 14) i 4 de les del transsepte són decorades amb motius ornamentals, bàsicament amb formes geomètriques.
Es conserven al Museu Diocesà d'Urgell tres fragments de la pintura mural de l'absis, que representen l'Epifania amb una Maiestas Mariae (una majestat de Maria, és a dir, la Mare de Déu en posició de majestat, com és molt habitual que aparegui Jesucrist, per exemple, a Sant Climent de Taüll), amb el Nen a la falda.
Una talla d'un Crist crucificat, datat de la segona meitat del segle xii, es conserva al Museu Frederic Marès de Barcelona. També una lipsanoteca, una mena de reliquiari típic del romànic, procedent d'aquesta església s'exposa al Museu de les Cultures del Vi de Catalunya (Vinseum) a Vilafranca del Penedès de petites dimensions, amb la particularitat que les arestes superiors de la capsa presenten una forma corba.